# Furna do Manuel José Lima
A Furna do Manuel José de Lima é uma gruta portuguesa localizada na freguesia de Santa Luzia, concelho de São Roque do Pico, ilha do Pico, arquipélago dos Açores.
Esta cavidade apresenta uma geomorfologia de origem vulcânica em forma de tubo de lava localizado em campo de lava de encosta e apresenta um comprimento de 52 m, por uma altura máxima de 5 m e por uma largura também máxima de 6 m.